# MacsBug
MacsBug, acronyme de Motorola Advanced Computer Systems Debugger, est un débogueur de bas niveau pour la famille de processeurs Motorola 68000, et spécifiquement pour le Macintosh.
MacsBug dispose cependant de nombreuses commandes de désassemblage, recherche, et visualisation de données, et dispose de ces fonctions sur les registres du processeur.